# David Baker (kolarz)
David Baker (ur. 30 grudnia 1965 w Sheffield) – brytyjski kolarz górski i przełajowy, brązowy medalista mistrzostw świata w kolarstwie górskim.

## Kariera
Największy sukces w karierze David Baker osiągnął w 1992 roku, kiedy zdobył brązowy medal w cross-country podczas mistrzostw świata MTB w Bromont. W zawodach tych wyprzedzili go jedynie Duńczyk Henrik Djernis oraz Szwajcar Thomas Frischknecht. Baker zdobył także srebrny medal na nieoficjalnych mistrzostwach świata w Spa w 1989 roku. W 1996 roku Brytyjczyk wziął udział w igrzyskach olimpijskich w Atlancie, zajmując piętnaste miejsce w cross-country. Startował także w kolarstwie przełajowym, zdobywając między innymi wicemistrzostwo kraju.